# بارلا
بارلا (بالإنجليزية: Parla)‏ هي بلدية ومدينة في منطقة الحكم الذاتي وتقع في منطقة مدريد في وسط إسبانيا. تبلغ مساحة هذه المدينة 24.43 (كم²)، ويبلغ عدد سكانها 164182 نسمة حسب إحصاء سنة 2012 م.

## توأمة
لبارلا اتفاقيات توأمة مع:
- فونشال

## أعلام
- إيفان غاريدو غونزاليس
- بورخا مايورال
- أغابيتو غوميز
- خافيير مونيوز

## وصلات خارجية
- الموقع الرسمي